# لودي

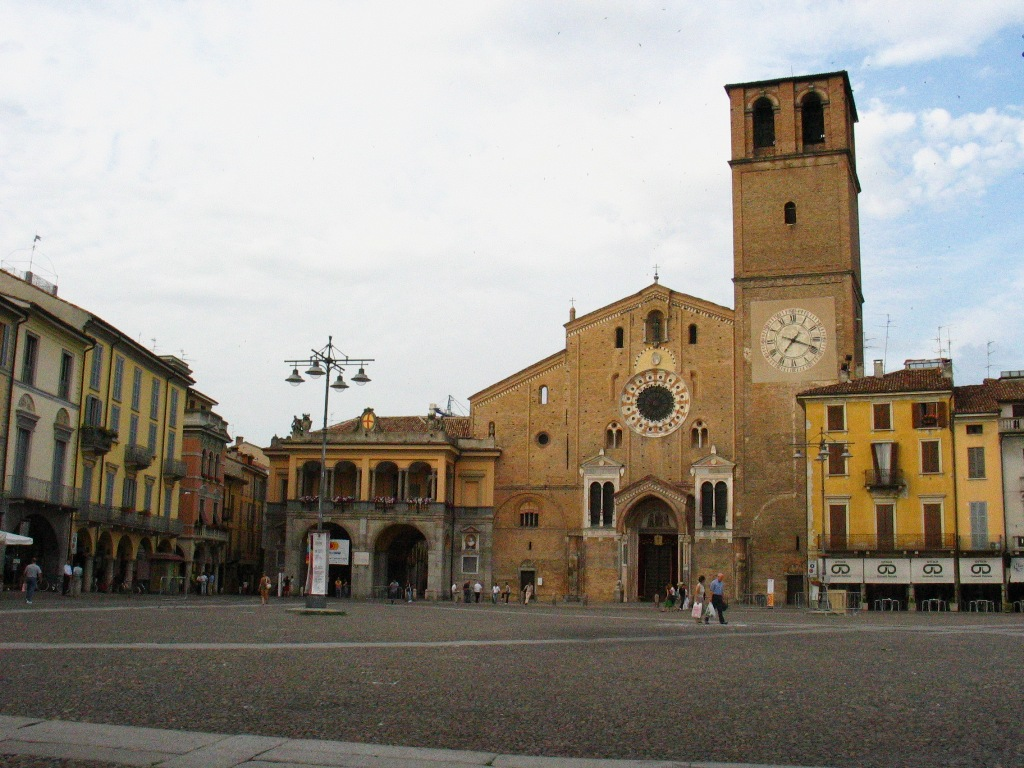
Piazza della Vittoria con ripresa della Cattedrale e, sulla sinistra, il Palazzo Municipale

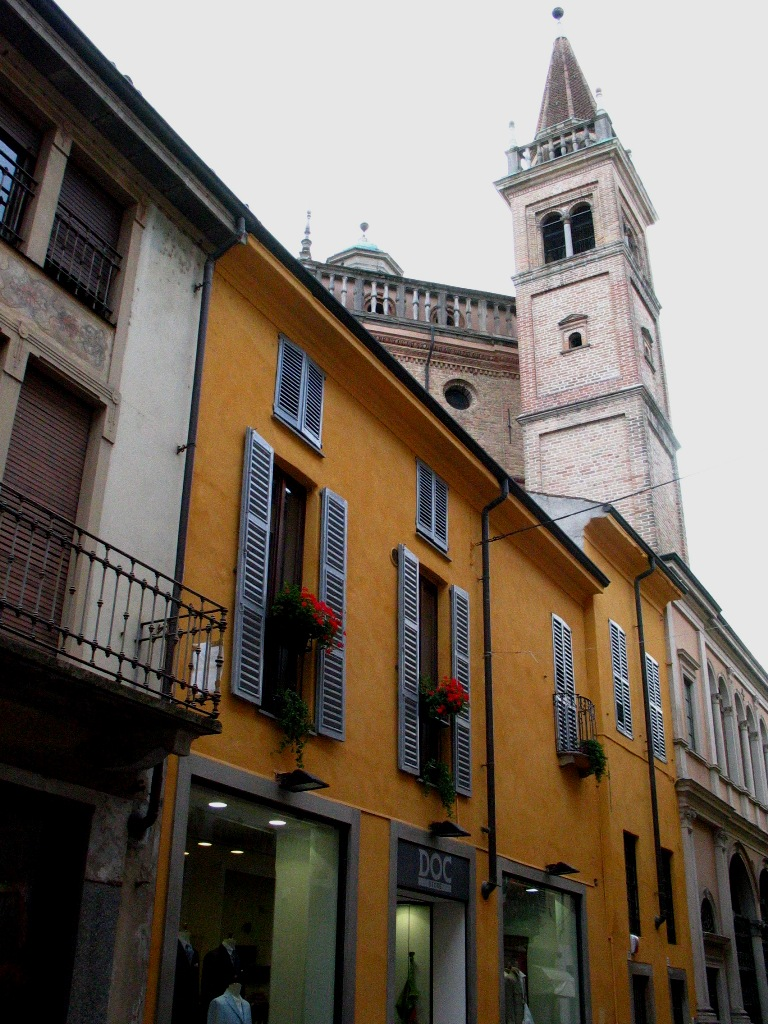
Scorcio del Tempio dell'Incoronata

لودي (بالإيطالية: Lodi)‏، مدينة شمال إيطاليا في جنوب وسط إقليم لومبارديا وعاصمة مقاطعة لودي، جانب نهر أدا، عدد سكانها 42.702 نسمة.
كانت قرية سلتية وفي زمن الرومان كان تسمى في باللاتينية Laus Pompeia (ربما على شرف القنصل بومبيوس سترابو) وبحكم موقعها سمحت للكثير الغال الألبيين الحصول على المواطنة الرومانية. وقد كان لها موقعا هاما على الطرق الرومانية الحيوية.
أصبح أسقفية مسيحية، ثم بلدية حرة حوالي سنة 1000، وقاومت الميلانيين بشراسة، الذي دمروها في 24 أبريل 1158. وأعاد فريدريك بربروسا بنائها على موقعها الحالي.
ابتداء من 1220، أمضى اللوديون عقودا في تحقيق أعمال هامة في الهندسة الهيدروليكية : نظام من أميال وأميال من أنهار وقنوات اصطناعية (تسمى Consorzio di Muzza) انشئت من أجل توفير المياه للريف، وتحولت بعض المناطق القاحلة إلى واحدة من أهم المناطق الزراعية في المنطقة (و لا تزال حتى الآن).
كانت يحكم لودي أسرة فيسكونتي الذين بنوا القلعة.
في عام 1454 اجتمع ممثلين من جميع دول الإقليمية في إيطاليا في لودي للتوقيع على المعاهدة المعروفة بصلح لودي التي كانوا يعتزمون من خلالها العمل في اتجاه توحيد إيطاليا، ولكن هذا السلام لم يستمر إلا 40 عاما.
ثم حكمت المدينة من قبل أسرة سفورزا، فرنسا، إسبانيا والنمسا. في 1786 أصبح عاصمة لمقاطعة شملت كريما.
10 مايو 1796 : معركة لودي : الجنرال الكورسيكي الشاب نابليون بونابرت انتصر على نهر أدا بأولى معاركه الهامة ملحقا الهزيمة بالنمساويين وداخلا ميلانو بعد ذلك. وهذا هو السبب في وجود شوارع مسماة باسم الجسر الشهير في الكثير من المدن (مثلا في بلدية باريس السادسة، Rue du Pont de Lodi).

## السكان
في سنة 1861 بلغ عدد السكان 26٬054 نسمة، وتطور العدد ليصل في سنة 2011 لـ 43٬332 نسمة.
يظهر هذا المخطط البياني تطور النمو السكاني لـ لودي

## توأمة
للودي اتفاقيات توأمة مع كل من:
- كونستانس
- أوميغنة
- فونتينبلو
- لودي

## أعلام
- كارلوتا فيراري
- أليساندرو كاريرا
- جيانينا راسيل
- إيتالو غاريبولدي
- جيوفاني ساتورو
- أغوستينو باسي
- جوليانو ماوري